# El barril grande del castillo de Heidelberg

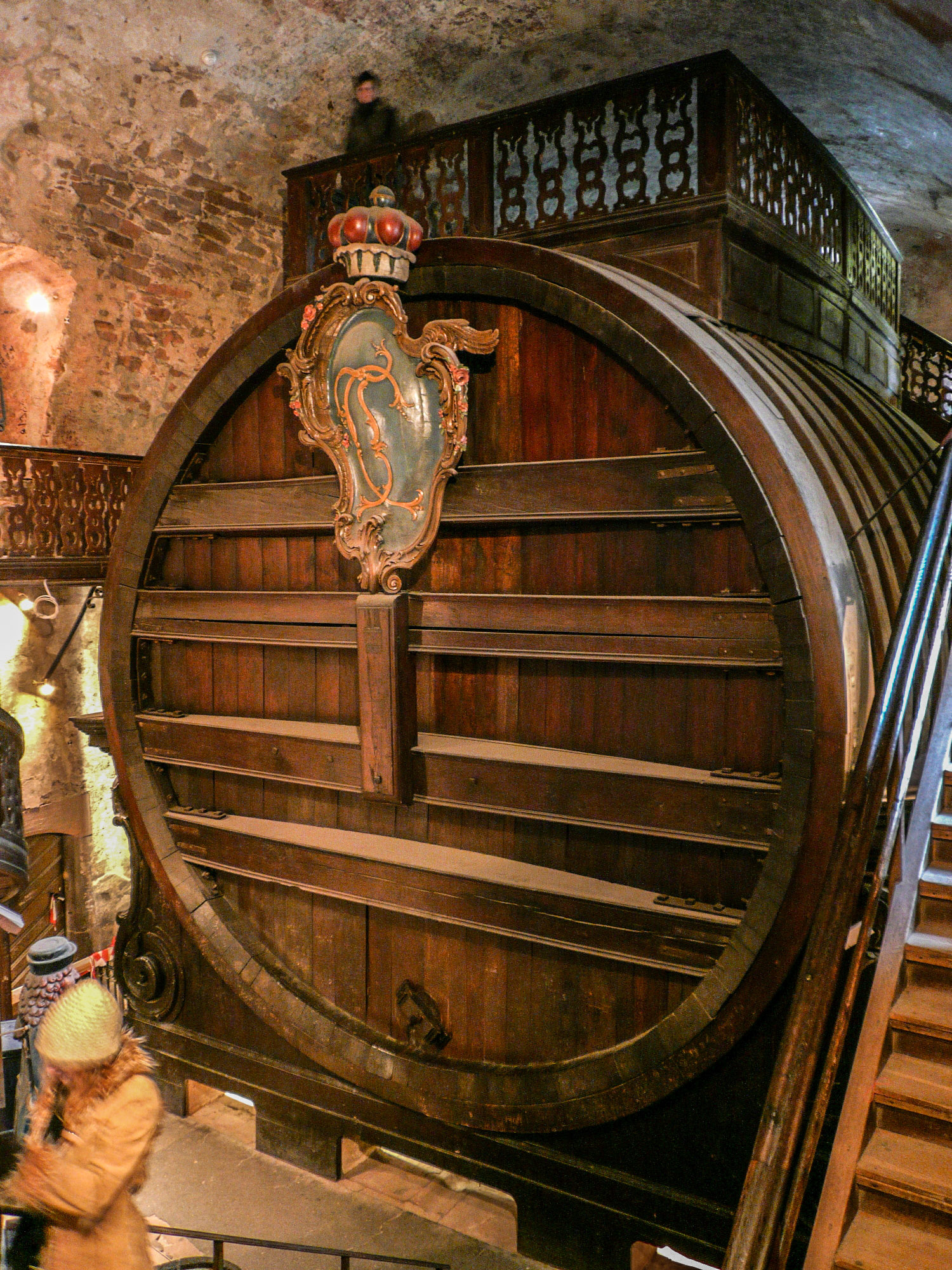
El gran barril en diciembre de 2008

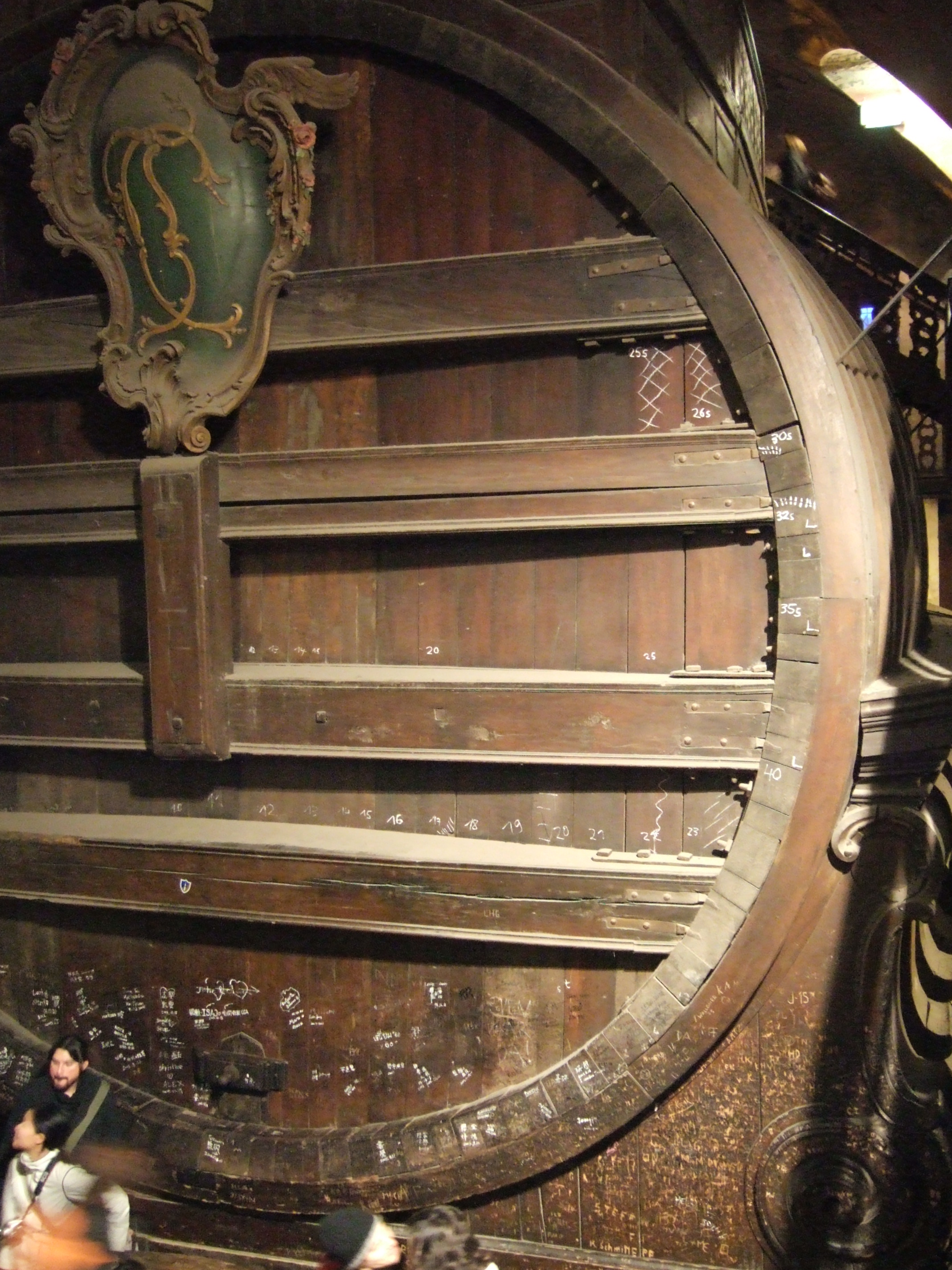
Otra imagen de la misma serie

En el castillo de Heidelberg, Alemania, hay un enorme tonel, el barril grande hecho de madera. Cada año, unas 500.000 personas van a ver esta atracción turística. No contiene vino desde hace por lo menos cien años. En la parte superior del barril hay una pista de baile. 

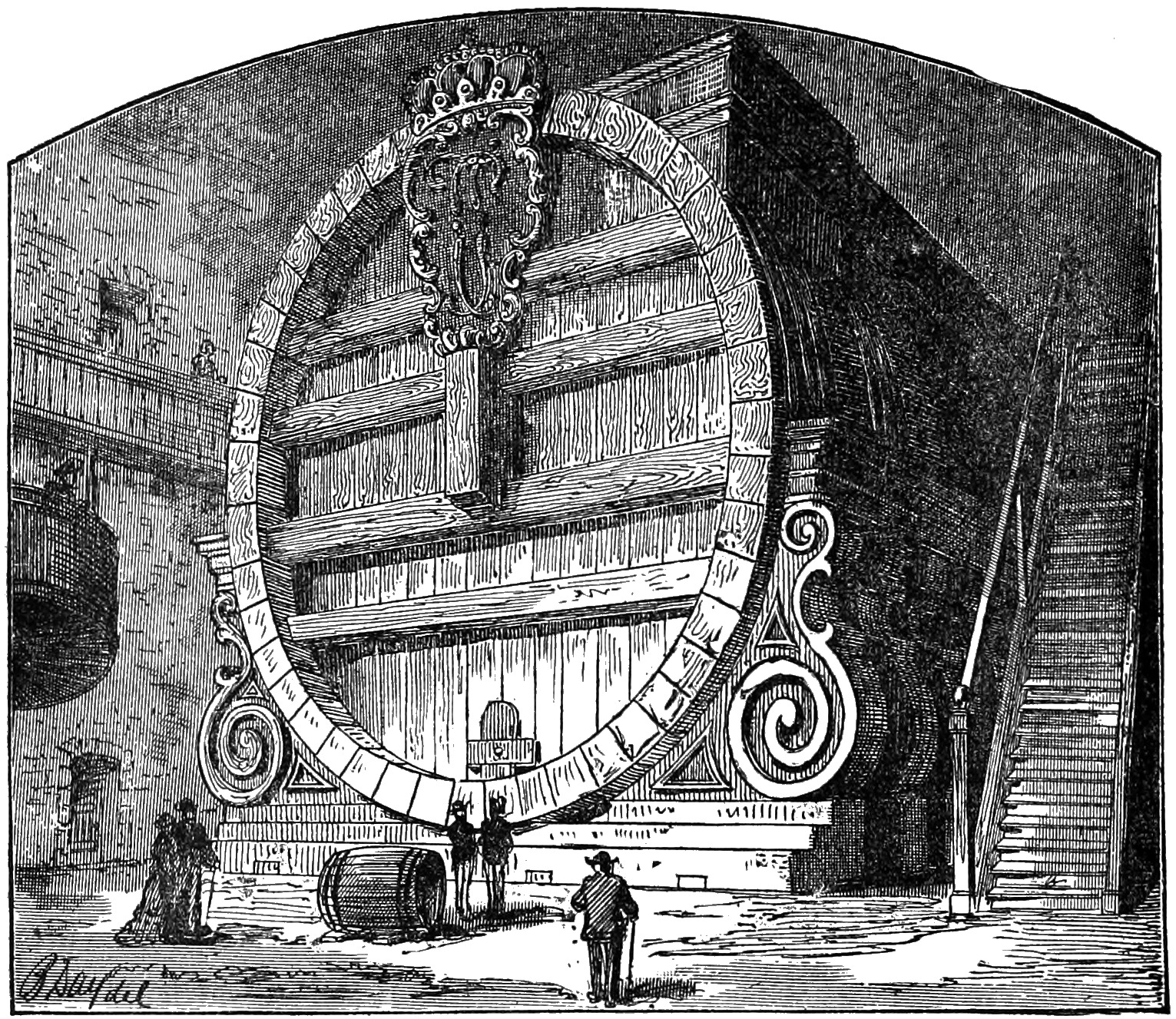
Ilustración del gran barril en la obra de Mark Twain A tramp abroad (1880)

No es exacto hablar de «el» barril grande porque en realidad ha habido cuatro barriles grandes desde el siglo XVI:
1. El primer barril de Johann Kasimir desde 1592.
2. El segundo barril de Karl Ludwig desde 1664.
3. El tercer barril de Karl Philipp desde 1728.
4. El cuarto barril de Karl Theodor desde 1752.

## El primer barril
El primer barril grande fue construido entre 1589 y 1592 por el tonelero Michael Werner de Landau por encargo de Johann Kasimir, regente del Palatinado. Tenía una pequeña pista de baile en la parte superior. Fue construido como atracción y tenía cabida para 130.000 litros. Fue destruido durante la Guerra de los treinta años y quemado.

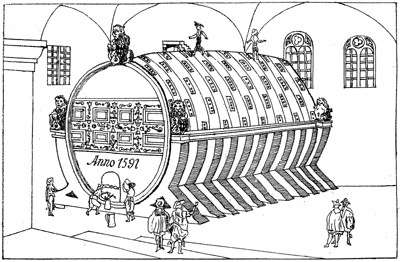
Primer barril grande, retrato de Anton Praetorius (1595).

### Poema sobre el primer barril
En 1594, Anton Praetorius, pastor de la ciudad de Dittelsheim, visitó Heidelberg, que en aquellos días era el bastión de la fe reformada. Un año después, en 1595, editó su poema Vas Heidelbergense, alabando al primer barril grande como prueba de la superioridad de la fe calvinista. Praetorius fue la primera persona en dar a conocer el barril grande.

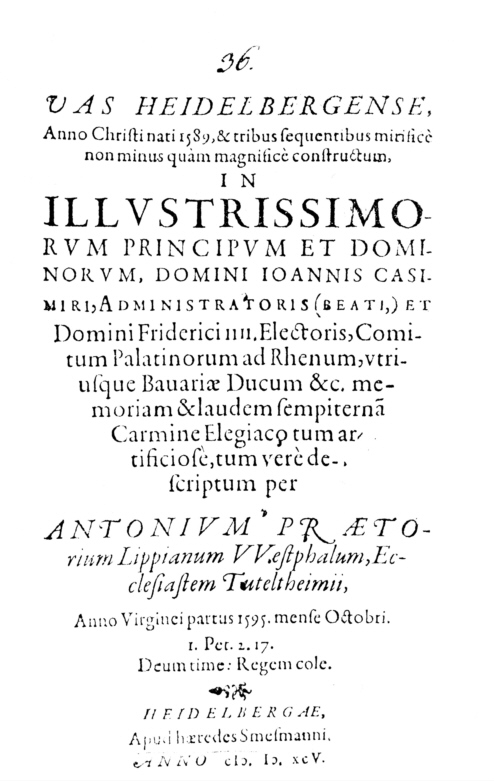
Poema Vas Heidelbergense de Praetorius, 1595.

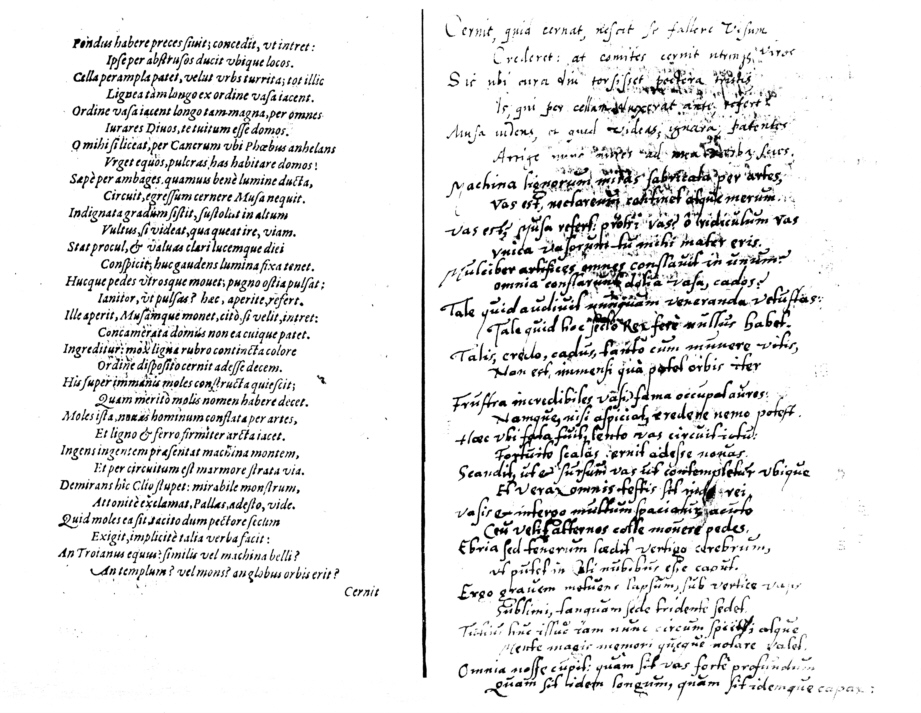
Texto manuscrito del Poema Vas Heidelbergense de Praetorius en latín y en alemán.

Extracto del poema (traducido al  alemán):
Mehr staunt, wer selber das ganze Werk

Persönlich betrachtet; auch kann er

Für wahrhaft jederzeit gelten und Zeuge sein.

Viele kommen daher aus der Ferne

Zu guten Freunden, um dieses Fass

Sehen zu können, gleichwie ich selbst kürzlich tat.

Und fürwahr, dieses Werk ist bei Gott wert, dass man’s

Besichtigt, wenn sich eine passende Gelegenheit ergibt.

Solch ein Gefäß mit so großer Gabe des Weinstocks, glaub’ ich,

Gibt’s nicht, soweit der riesige Erdkreis reicht.

Vergeblich erreicht die Kunde vom Fass die ungläubigen Ohren.

Denn keiner vermag es zu glauben, wenn er’s nicht hat geschaut.

Hier leuchtet die Güte, hier die Majestät, hier die höchste Macht

Des ewigen Gottes überall heller.

(traducción del latín al alemán de Burghard Schmanck)
el texto en latín, de Praetorius, está en
http://la.wikipedia.org/wiki/Antonius_Praetorius
La traducción al español es la siguiente:
«Más admira a quien por sí mismo contempla

personalmente toda la obra; también puede

estar considerado como sincero y apadrinar.

Muchos vienen de lejos

a amigos buenos, para que puedan ver

este barril, como yo hice recientemente.

Y por cierto, esta obra vale la pena, que se

visita si se presenta la ocasión.

Semejante envase con semejante dádiva tan grande de la vida

no existe en todo el mundo.

En vano la noticia del barril alcanza las orejas infieles

porque ninguno puede creerlo si no lo vio.

Aquí la bondad luce, aquí la majestad, aquí la fuerza altísima

de Dios eterno, más brillante en todas partes».

## El segundo barril
Por encargo de Karl Ludwig, regente del Palatinado, el bodeguero Johannes Meyer dirigió la construcción del segundo barril grande en 1664, como símbolo para el vino del Palatinado, y podía contener 195.000 litros.

## El tercer barril
El tercer barril de Karl Philipp data de 1728. Estuvo al cuidado de Perkeo, el famoso bufón enano de corte de Heidelberg; según una de las numerosas leyendas populares, vació el barril a lo largo de un solo día.

## El cuarto barril
Johann Jakob Englert construyó el cuarto barril grande por encargo de Carl Theodor, regente del Palatinado, entre 1750 y 1751. Este es el barril que hoy descansa en la bodega del castillo de Heidelberg. Tiene 7 m de ancho, 8,5 m de largo y una capacidad de 222.000 litros. 

## Uso
Los barriles se usaron para guardar el Zehntwein (vino que se entregaba como diezmo), la décima parte de la recolección de vino. Por eso, es probable que los barriles contuvieran una mixtura de vinos de baja calidad. Según aproximaciones del consumo de vino en palacio, se vaciaba el primer barril en 60 a 100 días, el segundo barril en 120 a 150 días.

## El barril en la literatura
Es mencionado en Las aventuras del barón Munchausen de Rudolf Erich Raspe y en muchas obras del siglo XIX como Cinco semanas en globo de Julio Verne, Moby Dick de Herman Melville, Los Miserables de Victor Hugo, Un vagabundo en el extranjero de Mark Twain y por Washington Irving, Jerome J. Jerome y Heinrich Heine.

## Literatura
Literatura alemana:
- Andreas Cser, Stefan Wiltschko: Das Große Fass im Schloss Heidelberg. Neckargemünd-Dilsberg 1999, ISBN 3-931033-26-0
- July Sjöberg: Das große Fass zu Heidelberg - ein unbekanntes Kapitel kurpfälzischer Kunstgeschichte. Neckargemünd-Dilsberg 2004, ISBN 3-931033-33-3
- Hartmut Hegeler, Stefan Wiltschko: Anton Praetorius und das 1. Große Faß von Heidelberg. Unna 2002, ISBN 3-9808969-0-0